# Geschiedenis van Denemarken

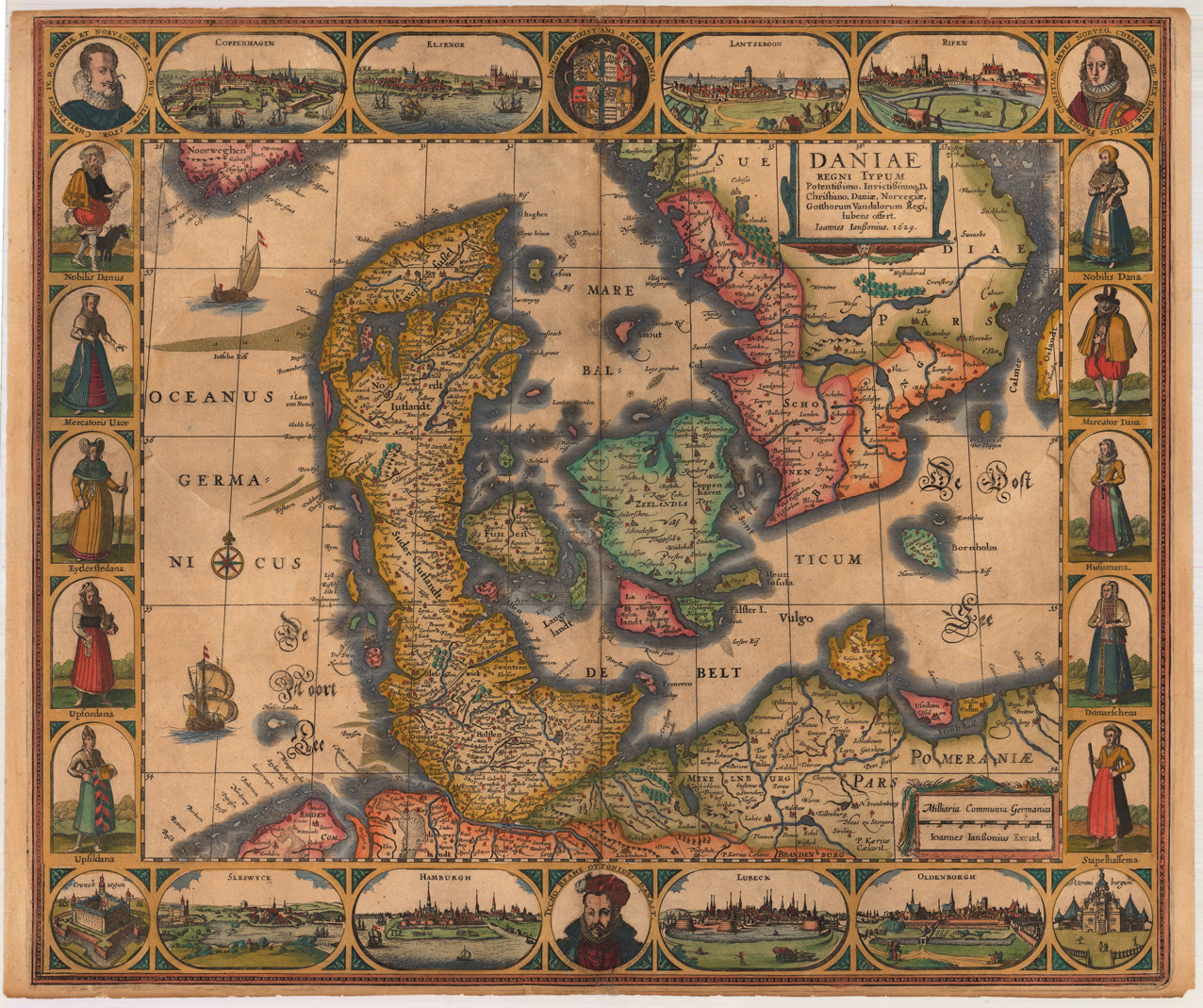
Kaart van Denemarken uit 1630

De geschiedenis van Denemarken kan worden verdeeld in verschillende perioden:

## Prehistorisch Denemarken

### Steen- en bronstijd

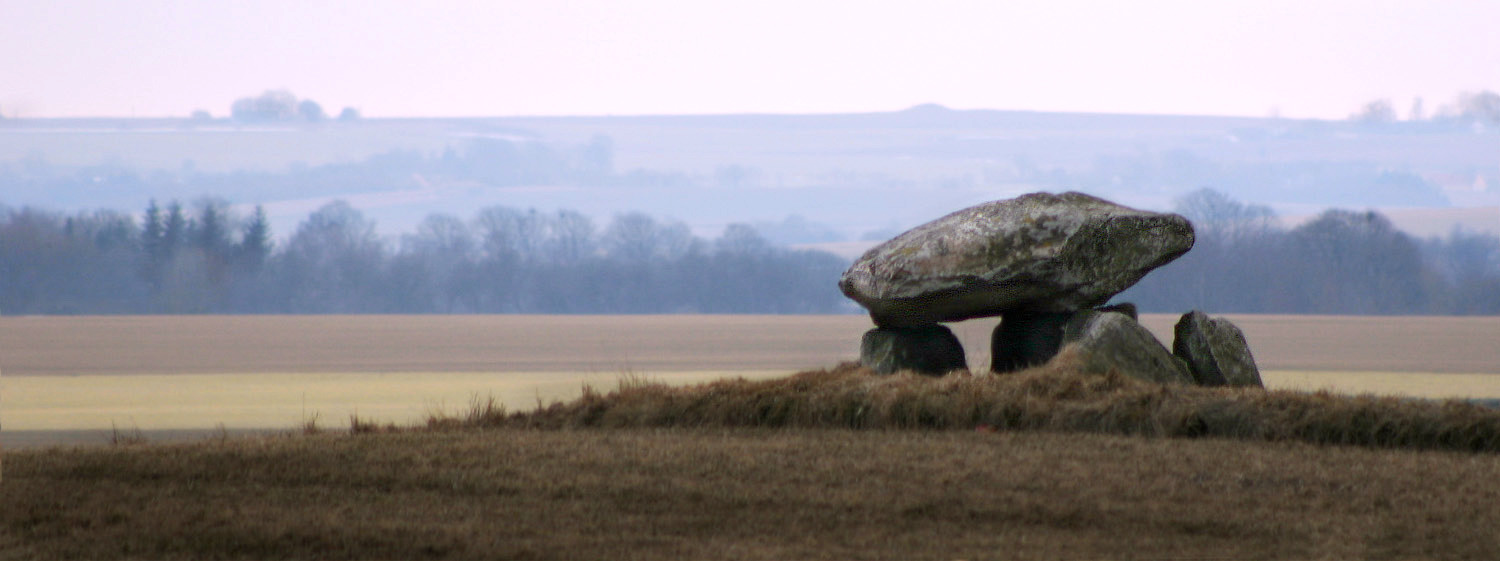
Dolmen bij Vinstrup, Norhald, opgeworpen in het 3e millennium v. Chr.

In Denemarken was er de Maglemosecultuur (9500-6000 v. Chr.), de Kongemosecultuur (6000-5200 v. Chr.), Ertebøllecultuur (5300-3950 v. Chr.) en Trechterbekercultuur (4100-2800 v. Chr.)
De Man van Koelbjerg (8000 v. Chr.) is de oudste mens, die in Denemarken gevonden is. De eerste bewoners leefden als jagers-verzamelaars en ze jaagden o.a. op de oeros, Europese bizon, eland en wilde paarden.
Rond 3000 v. Chr. kwamen de landbouwers het land binnen. Veel dolmen zouden uit deze tijd stammen.
Rond 1500 v. Chr. begon de Noordse bronstijd.

### IJzertijd

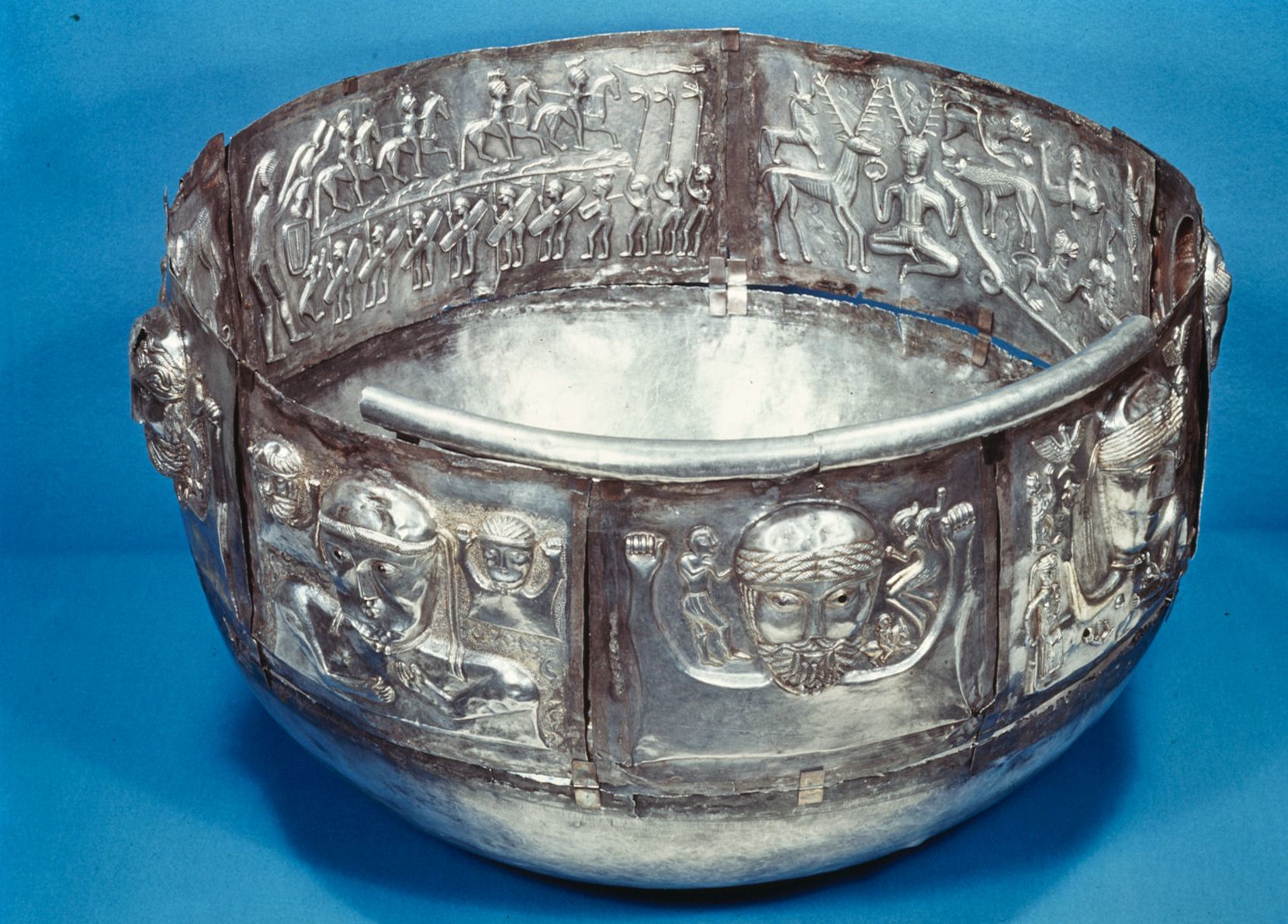
De zilveren ketel van Gundestrup met Keltische afbeeldingen is een voorbeeld van de handelsrelaties in de pre-Romeinse ijzertijd

De pre-Romeinse ijzertijd was van de 4e tot 1e eeuw v. Chr. Er zijn bewijzen van Keltische invloed. In de Romeinse ijzertijd, 1e tot 5e eeuw, was er een uitwisseling met het Romeinse Rijk. Een deel van de Deense aristocratie van krijgers diende in het Romeinse leger. Uit de ijzertijd stammen de Man van Tollund en Man van Grauballe. De 5e tot 7e eeuw heet de Germaanse ijzertijd.

## Vroege middeleeuwen

### Vroegste literaire bronnen
Jordanes schrijft in zijn Getica (6e eeuw) dat de Dani dezelfde herkomst hadden als de Suetidi en de landen van de Herulen innamen. Verder worden de Denen voor het eerst genoemd in de Oudengelse dichtwerken Widsith, Beowulf en het werk van Saxo Grammaticus (ca. 1200). In Beowulf komt de legendarische Deense koning Hrodgar voor, die geleefd zou hebben in de 6e eeuw en de hal Heorot liet bouwen.

### Denen en Franken
Door de veroveringszucht van Karel de Grote en bekeringsdrang van de kerk in het noordoosten van het Frankische rijk voelde de Deense koning Siegfried I (776-803) zich terecht bedreigd. Want na de tweeëndertigjarige (772-804) veroveringsoorlog om de Saksen te onderwerpen, viel Karel de Grote Denemarken aan, door in 804 Noordalbingië, het 'niemandsland' tussen Denemarken en het Frankische rijk, met Abodriten, Slavische loyale stammen, te bevolken, terwijl Frankische legereenheden posities innamen aan de oevers van de Elbe. Siegfried had de Saksische leider Widukind gesteund in zijn strijd tegen de Franken. Inmiddels was Godfried, de zoon van Siegfried, koning van Denemarken geworden. Na Godfried, vermoord door binnenlandse tegenstanders, kwam Hemming, die kort regeerde. Hij stierf in 812. Hij werd door zijn neef Harald Klak opgevolgd, die het land uit werd gedreven door de zonen van de vermoorde Godfried. Harald Klak vroeg steun aan Lodewijk de Vrome, die hem als vazal opnam en beleende met een gebied.
Dat was het begin van de macht van Deense edelen in Frisia, want op een gegeven moment heerste Harald Klak in Oost-Frisia, in Rüstringen, zijn neef Rorik in West-Frisia en Dorestad en diens broer Harald junior in Walcheren. De Denen kwamen Lotharius I goed van pas in het conflict met zijn vader Lodewijk. Gedurende dit conflict van 834-39 teisterden de Denen het Frankische land om Lodewijk naar de onderhandelingstafel te dwingen, met succes. Lodewijk had zijn oudste zoon Lotharius het hele rijk in het vooruitzicht gesteld, maar na de geboorte van zijn halfbroer Karel de Kale de belofte gebroken om ook deze zoon gebied te laten erven. De eenheid van het Frankische rijk werd zo gebroken, er kwamen twisten tussen broers en de burgeroorlogen brachten veel meer schade dan de Deense strooptochten. De kroniekschrijvers wensten echter hier de aandacht op te vestigen, aangezien de heidense invallers geen enkel respect toonden voor kerk en kerkbezittingen. Het was hen om het zilver en slaven te doen en het zilver smolten ze vaak om. Deense adel werd aangesteld als graaf of hertog om aanvallen van Deense piraten, 'Vikingen' (stropers), af te weren. Pas later, met de moord op Godfried de Noorman in 885, kwam aan die periode van Deense edelen in Frisia een einde en begon de dynastie van de 'Hollandse' graven.
Horik senior was na Harald Klak de nieuwe Deense koning geworden. In 850 brak er een opstand tegen hem uit, maar die werd ook deze keer onderdrukt. De 'Friese' Denen zochten telkens weer een kans om de macht in Denemarken te veroveren. Ook dit keer moest Rorik onverrichter zake naar Frisia terugkeren. Maar tijdens de opstand van 854 werd Horik vermoord en de jeugdige Horik junior, die de bloedige strijd overleefde, werd op de Deense troon gezet.
Denemarken was van de 9e eeuw tot de 11e eeuw (de periode van de Vikingen) een grootmacht, met Jutland, Seeland en het zuidelijke deel van het huidige Zweden als basis. Harthaknoet (Knoet I) was de zoon van koning Sven of Sigurd Slang-in-het-oog, de zoon van Ragnar Lodbrok en Aslaug. Koning Olaf de Vermetele was een neef van Sigurd Slang-in-het-oog. Koning Gorm de Oude, Harthaknoets zoon, die regeerde van 936-958, was de eerste historisch erkende heerser van Denemarken en vader van Harald Blauwtand, onder wiens regering de Denen zich verenigden en in 965 officieel tot het christendom bekeerd werden. Daarna kwamen Sven Gaffelbaard (986-1014), Harald II van Denemarken (1014-1018), Knoet II de Grote (1018-1035). In het begin van de 11e eeuw was koning Knoet de Grote gedurende 19 jaar koning van Denemarken en van Engeland, en daarnaast korte tijd koning van Noorwegen.

### Denemarken en Engeland
De Denen speelden ook een voorname rol in de geschiedenis van Engeland. De Jutten trokken samen met de Angelen en Saksen vanaf de 5e eeuw dat land binnen. De Jutten (uit het huidige Jutland) vestigden zich in het zuiden, voornamelijk in Kent. Een gebied in de noordoostelijke helft van Engeland, in de periode 886-954 Deens, dus uit de Angelsaksische tijd, staat ook bekend als de Danelaw, waarin Deense koningen de overhand hadden.

## Middeleeuwen

De Unie van Kalmar

De Vikingen brachten het land in contact met het christendom. Koning Knoet de Grote begunstigde de geestelijkheid. De kerk werd weldra een machtsfactor naast de koning. Aan het einde van de 13e eeuw was de koning in een zwakke positie. Koning Erik V werd door de adel gedwongen tot ondertekening van de zogeheten håndfæstning (handvest) (1281), die kan worden gezien als de eerste grondwet van Denemarken. De strijd tussen koning en adel werd in de 14e eeuw voortgezet, waarbij Christoffel II in 1320 opnieuw grote concessies aan adel en geestelijkheid moest doen. De verzwakking van het koningschap leidde uiteindelijk tot een diepe politiek-militaire crisis, waarbij de Duitse graaf Gerard III van Holstein erin slaagde het Deense hertogdom Sleeswijk onder zijn gezag te brengen.
Koningin Margaretha I bracht de Unie van Kalmar tot stand (1397), waardoor Denemarken, Noorwegen, Zweden, Finland, de Faeröer, IJsland, en Groenland onder het Deense koningshuis verenigd werden. Zweden en Finland verlieten de unie in 1520 na een felle opstand tegen het tirannieke bewind van de Deense koning Christiaan II. In november 1520 was het Stockholms bloedbad dat de gewenste afscheiding een impuls gaf en de opstand werd geleid door de Zweedse edelman Gustaaf Vasa. Gustaaf Vasa werd in 1523 koning van Zweden en de twee landen bleven nog anderhalve eeuw rivalen. Noorwegen verliet de unie pas in 1814, toen het als gevolg van het bondgenootschap dat de Denen met Napoleon hadden gehad, aan Zweden werd overgedragen. IJsland kreeg een personele unie met de Deense koning in 1918 en werd pas in 1944 geheel onafhankelijk.
In 1429 werd de Sonttol ingesteld door koning Erik VII. Aanleiding waren de teruglopende inkomsten voor de Denen van de Schonenmarkt, waar sinds de middeleeuwen de haring uit de Oostzee werd verhandeld. Beide zijden van de Sont waren toen Deens grondgebied. Alle buitenlandse schepen die de Sont passeerden moesten in Helsingør tol betalen aan de Deense kroon. Als een schip weigerde te betalen, werd daarop het vuur geopend vanuit Kasteel Kronborg bij Helsingør. Het was een belangrijke bron van inkomsten en pas na vier eeuwen, in 1857, werd de tol afgeschaft.

## Nieuwe tijd

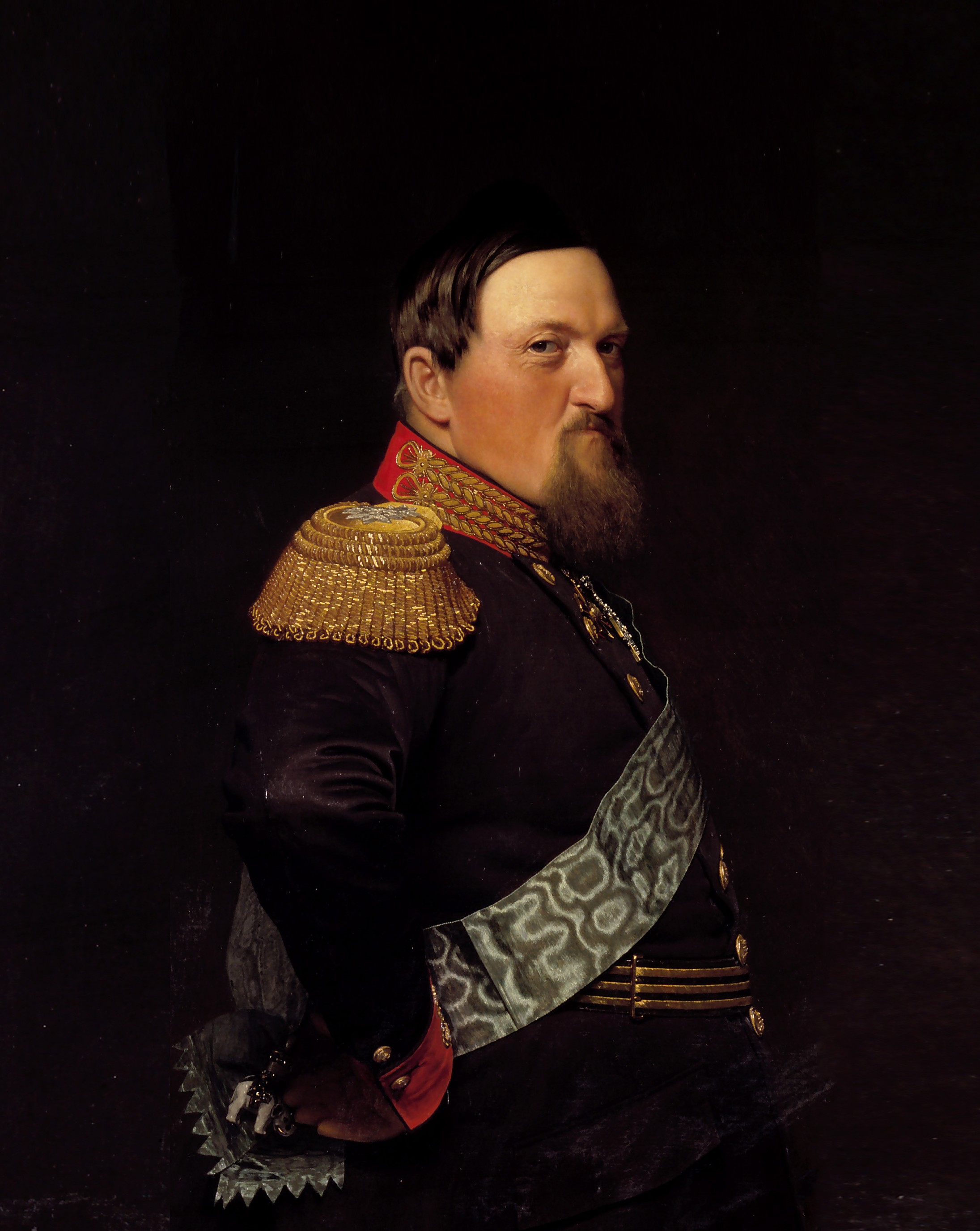
Frederik VII van Denemarken.

In 1533 overleed de katholieke koning Frederik I. Denemarken was een kiesmonarchie en de katholieke edelen gingen op zoek naar een geschikte, dat is katholieke, opvolger. De oudste zoon van Frederik I, Christiaan III, was luthers en kwam hiervoor niet in aanmerking. Christiaan verzamelde een leger en veroverde het land en na een beleg van Kopenhagen in de zomer van 1536, kreeg hij het hele land in handen en werd koning. Het land van de katholieke kerk werd geconfisqueerd daarmee verzwakte hij de positie van de kerk en versterkte zijn eigen machtspositie. De Reformatie werd in 1536 in Denemarken ingevoerd. De Deense Volkskerk (Folkekirken) werd de staatskerk van het land met de koning aan het hoofd. De staat nam alle kerken over en de priesters kwamen in loondienst van de koning. De priesters kregen naast hun gebruikelijke taken ook andere verantwoordelijkheden zoals het bijhouden van het bevolkingsregister waarmee de staat een beter inzicht kreeg over de omvang en samenstelling van zijn inwoners.
In de 17e eeuw hebben Denemarken en Zweden herhaaldelijk oorlog met elkaar gevoerd over de suprematie in Noord-Europa. In de Deens-Zweedse Oorlog (1657-1658) verloor Denemarken Skåneland (Skåne, Halland en Blekinge, vanouds Deense gebieden waar Deens werd gesproken), aan Zweden. Pogingen van Deense zijde om dit gebied te heroveren, liepen op niets uit.
Na drie jaar oorlog was de schatkist van Denemarken in 1660 leeg. In Kopenhagen belegde de koning een vergadering met de edelen, de kerk en grootgrondbezitters en rijke kooplui, maar de grootste bevolkingsgroep, de boeren, ontbrak. Doel was de financiën weer op orde te krijgen door nieuwe belastingen te introduceren. De edelen weigerden hieraan bij te dragen en om ze in beweging te krijgen werd de kiesmonarchie ter discussie gesteld. Omdat de edelen dan hun invloed bij de keuze van een nieuwe koning zouden verliezen deden ze alsnog belastingconcessies. Koning Fredrik III zag zijn kans en zette de aanwezigen onder druk om een absolute monarchie in te voeren. Vijf jaar later kwam hij met de Lex Regia waarin de regels voor zijn opvolging werden vastgelegd en zijn rol verduidelijkt, de koning was alleen verantwoording schuldig aan god, maar hij had ook een verantwoordelijkheid voor zijn volk. De Deense monarch is mede daarom nooit een despoot geworden als in andere Europese landen. Frederik III was een goed organisator, hij zette een nieuw centraal bestuurssysteem op met afdelingen, een voorloper van de huidige ministeries, onder leiding van bekwame bestuurders die de koning informeerden, adviseerden en de besluiten tot uitvoering brachten. De macht van de edelen was gebroken.
Vanaf ongeveer 1740 kreeg de Deense economie een impuls. Het was voornamelijk een agrarische samenleving en landbouw was de belangrijkste bron van werkgelegenheid en inkomsten. De Oostenrijkse Successieoorlog (1740-1748) leidde tot een grote vraag naar landbouwproducten waardoor de prijzen stegen en verder konden schepen van het neutrale Denemarken vrachten vervoeren tussen de oorlogvoerende landen. Kopenhagen werd een belangrijke handelshaven. Dit kwam in 1807 tot een abrupt eind, Denemarken was in het kamp van Napoleon gekomen en de Britse vloot voerde een succesvolle aanval op Kopenhagen uit. De Deense vloot werd geconfisqueerd en afgevoerd naar Engeland. Als handelsnatie kreeg het land een zware klap en viel economisch helemaal terug op de landbouw. Zweden had de Britse kant gekozen. Als uitkomst van het Congres van Wenen in 1815, moest Denemarken Noorwegen afstaan aan Zweden als compensatie voor het Zweedse verlies van Finland aan het keizerrijk Rusland. 
De eerste helft van de 19e eeuw wordt beschouwd als de "Deense Gouden Eeuw". De beeldhouwer Bertel Thorvaldsen, de sprookjesschrijver Hans Christian Andersen en de theoloog en filosoof Søren Kierkegaard verwierven Europese roem. Economisch had Denemarken veel problemen, de graanwetten belemmerden de export van graan naar Engeland, maar deze restricties werden in 1828 verzacht en verdwenen helemaal in 1846. In 1847 werd de eerste spoorlijn geopend, tussen Kopenhagen en Roskilde. In 1819 was al de eerste veerdienst met een stoomboot geopend tussen de hoofdstad en Kiel. Meerdere spoorlijnen en veerdiensten volgden waarmee het binnenlands vervoer sterk werd bevorderd. De export steeg aanzienlijk waarvan de boeren, en ook de rest van het land, sterk profiteerden. De agrarische sector maakte in 1870 nog ruim de helft van de totale nationale productie uit. 
De Deense liberale beweging werd erg actief in de jaren 1830 en tijdens de regering van Frederik VII werd Denemarken op 5 juni 1849 een constitutionele monarchie. In de grondwet werd de macht van de koning beperkt en hij deelde de macht met het parlement. De koning koos en benoemde de ministers, maar elke actie diende door de koning en een minister getekend te worden. De ministers legden verantwoording af aan het parlement en niet langer aan de koning. Het parlement werd gekozen alleen door de mannelijke burgers. Vrouwen kregen in 1915 kiesrecht, maar het duurde tot 22 april 1918 voor zij daadwerkelijk konden stemmen.
Pogingen om het deels Deense, deels Duitstalige Sleeswijk nauwer met Denemarken te verenigen, leidden in 1849 tot een opstand van de Duitse bevolkingsgroep in Sleeswijk en Holstein, die – na aanvankelijke successen – door het Deense leger werd onderdrukt. Zie ook Eerste Duits-Deense Oorlog.
In 1864 verloor Denemarken de Tweede Duits-Deense Oorlog tegen Oostenrijk en Pruisen, die namens de Duitse Bond Denemarken aanvielen wegens de vermeende onderdrukking van de Duitse bevolkingsgroep in Sleeswijk-Holstein, een gebied dat door de Deense koning werd bestuurd. Als gevolg van deze oorlog moest Denemarken heel Sleeswijk-Holstein afstaan aan Oostenrijk en Pruisen en om voortaan strikt neutraal te blijven (Vrede van Wenen). Het was een groot verlies, met het vertrek van Sleeswijk-Holstein nam de bevolking met een derde af.
In de tweede helft van de 19e eeuw nam de industrialisatie toe. De nadruk lag aanvankelijk op de verwerking van agrarische producten. In Denemarken waren er nauwelijks andere natuurlijke grondstoffen, maar de centrale ligging en de goede handelscontacten maakten de import van grondstoffen mogelijk die Deense industriëlen verder verwerkten. De bedrijven waren klein, in 1897 telde een bedrijf gemiddeld 19 medewerkers.
Aan het einde van de 19e eeuw voerde Denemarken verstrekkende sociale hervormingen door, die de grondslag hebben gelegd voor de huidige welvaartsstaat. In de Eerste Wereldoorlog bleef Denemarken neutraal. Na een referendum werd het grotendeels Deenstalige noorden van Sleeswijk 1920 weer aan Denemarken teruggegeven.
In de Tweede Wereldoorlog (onder koning Christiaan X) trachtte Denemarken neutraal te blijven. Het sloot een niet-aanvalsverdrag met nazi-Duitsland, maar het Duitse leger viel toch binnen (Operatie Weserübung) in de ochtend van 9 april 1940. Het doel van Hitler was om door te stoten naar Noorwegen en dat pad liep over Denemarken. Er waren kleine gevechten in Noord-Sleeswijk en enkele vliegvelden werden gebombardeerd. De Deense regering capituleerde nog dezelfde dag. Britse soldaten bezetten de Faeröer en IJsland en de Amerikanen namen Groenland in. Het grondgebied van Denemarken was dus bezet door drie oorlogvoerende landen.
De bezetting was in het begin erg mild, de communistische partij werd pas buiten de wet gesteld toen Duitsland de Sovjet-Unie binnenviel. De nieuwe coalitieregering probeerde de bevolking te behoeden voor nazi-overheersing door compromissen te sluiten. Het Folketing bleef in functie, de politie bleef onder Deense controle en de autoriteiten van nazi-Duitsland kwamen niet in direct contact met de bevolking. Later werden de Duitse eisen echter meer en meer onaanvaardbaar voor de Deense regering en ze nam daardoor ontslag in augustus 1943, waarna nazi-Duitsland de volledige controle overnam. Er ontstond een gewapende verzetsbeweging tegen de bezettingstroepen, voornamelijk bestaande uit BOPA en Holger Danske. Opmerkelijk was ook de verhuizing van de meeste Deense Joden naar Zweden in 1943 toen de Duitsers dreigden met deportatie. Tegen het einde van de oorlog werd Denemarken steeds moeilijker te controleren. Op 4 mei 1945 om 20.35 uur werd het radiobericht uitgezonden dat de Duitsers hadden gecapituleerd.
Na de oorlog werd het idee van een neutraal Denemarken verlaten. Het werd in oktober 1945 lid van de Verenigde Naties en het was in 1949 een van de grondleggers van de NAVO. In 1972 stemden de Denen via een referendum voor de toetreding van hun land tot de Europese Gemeenschap, de voorloper van de Europese Unie (EU). Denemarken werd lid op 1 januari 1973. Sindsdien werd het een aarzelend lid van de EU. In juni 1992 stemde de Deense bevolking in een referendum met een zeer kleine meerderheid tegen het Verdrag van Maastricht. Na enkele aanpassingen, zoals geen verplichting om de euro in te voeren, gingen de Denen een jaar later alsnog akkoord.
In de jaren tachtig, tijdens de Libanese Burgeroorlog, vluchtten 19.000 Palestijnse vluchtelingen naar Denemarken. 1000 van hen kwamen uit Lobia.
In 2001, besliste het Folketing om soldaten te sturen naar Afghanistan. Sinds 2002 werden er 43 Deense soldaten gedood in deze oorlog.